# منطقه تاریخی ورنور–لاوندیل غربی
منطقه تاریخی ورنور-لاوندیل غربی (به انگلیسی: West Vernor–Lawndale Historic District) یک منطقهٔ مسکونی در ایالات متحده آمریکا است که در دیترویت واقع شده‌است.